# Metélőhagyma
A metélőhagyma vagy snidling (Allium schoenoprasum) a hagymaformák legkisebb méretű faja, a tavasz első zöldülő hírnöke. Népies nevei: pázsithagyma, pázsitfű, valamint a német nevéből: snidling, snittling.

## Származása, elterjedése
A Földközi-tenger vidékéről származik. Magyarországon igen elterjedt és népszerű.

## Leírása
Évelő növény. Magassága 20–50 cm, levelei karcsúak, henger alakúak és üregesek. Virágai rózsaszínűek, kerek ernyőben nyílnak, és nagyon kis kocsányuk van.
A friss metélőhagyma gyorsan elfonnyad, és kellemetlen keserű íze lesz. A szárított viszont hosszú ideig fogyasztható. Felveszi az étel nedvességtartalmát, így teljes értékű lesz.

## Hatóanyagai
Sok benne az illóolaj, C-vitamin, A-vitamin, kálium és az oxálsav. Ez utóbbi miatt fogyasztása csak kismértékben javasolt.

## Felhasználása
Erős aromájú fűszernövény. Főzni nem szabad, közvetlenül tálalás előtt adjuk az ételhez. Nemcsak ízesíti az ételt, de díszít is, ráadásul nagyon jó étvágygerjesztő és gyomorerősítő.
Főleg a krumplit, babot, borsót, a húsleveseket, salátákat, sülteket, tojásételeket, szendvicseket, a túrót és a lágy sajtokat, valamint halételeket és mártásokat ízesítenek vele.

## Termesztése
A magvakat márciusban melegházba vagy cserépbe vetjük és májusban, kis csomókban ültetjük ki. Ha megerősödött, a föld feletti részt levágjuk és felhasználjuk. Ősszel cserépbe ültetjük, világos, de nem túl meleg helyen tartjuk. Egész télen friss fűszernövényt, és nagyon olcsó vitaminforrást biztosít.